# Heinz Pollay
Heinrich "Heinz" Pollay, född 4 februari 1908 i Köslin, död 14 mars 1979 i München, var en tysk ryttare.
Pollay blev olympisk mästare i dressyr vid sommarspelen 1936 i Berlin.